# Kreissparkasse Biberach
Die Kreissparkasse Biberach ist eine öffentlich-rechtliche Sparkasse und Vollbank mit Sitz in Biberach an der Riß, Baden-Württemberg. Ihr Geschäftsgebiet für Kreditgeschäfte ist der Landkreis Biberach. Das internationale Finanzkundengeschäft wird seit 2024 über das Joint Venture S-International BWS GmbH & Co. KG gebündelt.

## Geschäftsausrichtung
Die Kreissparkasse Biberach betreibt neben den klassischen Geschäften der Sparkassen das Universalbankgeschäft. Die Kreissparkasse Biberach wies im Geschäftsjahr 2023 eine Bilanzsumme von 6,734 Mrd. Euro aus und verfügte über Kundeneinlagen von 4,11 Mrd. Euro. Gemäß der Sparkassenrangliste 2023 liegt sie nach Bilanzsumme auf Rang 57. Sie unterhält 44 Filialen/Selbstbedienungsstandorte und beschäftigt 890 Mitarbeiter.
Das Geschäftsmodell stützt sich auf drei Säulen: Privatkundengeschäft, Unternehmens- und Firmenkundengeschäft sowie das Kapitalmarktgeschäft.
Die Kreissparkasse sieht sich der Nachhaltigkeit verpflichtet. Sie hat die DNK-Erklärung im Sinne des CSR Richtlinie abgegeben.

## Geschäftsjahr 2023
Kundeneinlagen nahmen um 55 Millionen Euro zu, (1,3 Prozent zum Vorjahr). Längerfristige Anlageformen dominierten, besonders der Sparkassenbrief. Auch Zahl und Volumen der Depots stiegen. Der Zinsüberschuss stieg um 28 Millionen Euro auf 123,9 Millionen Euro. Die Bilanzsumme der KSK sank um 3,8 Prozent auf 6,49 Milliarden Euro. Der Vorstandsvorsitzende Martin Bücher erklärte dies mit der Rückzahlung eines 250-Millionen-Euro-Darlehens. Das Kundengeschäft lag bei 9,6 Milliarden. Im Private-Banking betreut die KSK sehr vermögende Kunden und um fast 1200 Kundenverbünde mit Schwerpunkt Generationen-Management und Immobilienmanagement. Das Kundenkreditvolumen lag bei 3,6 Milliarden EUR und damit 1 Prozent über dem Vorjahr. Das Neugeschäft lag mit 815 Millionen EUR um 23 Prozent unter dem Vorjahr. Investitionszurückhaltung zeigte sich auch im Gewerbekreditgeschäft. Auf dem Immobilienmarkt folgten weitere Sozialwohnungsfinanzierungen. Modernisierung einzelner Geschäftsstellen
Die 39 Geschäftsstellen blieben erhalten, das Personal wurde auf 890 Beschäftigte erweitert. Wie im Vorjahr investierte man 1,2 Millionen Euro in soziales Engagement in den Bereichen Kultur, Soziales und Sport.
Die Cost-Income-Ratio verbesserte sich von 59,8 auf 52,7 Prozent. Das Kernkapital wuchs auf 974 Millionen Euro, (plus 24,9 Prozent). Die Eigenanlagen beliefen sich auf etwa 2,8 Milliarden Euro.

## Geschäftsjahr 2022
Der Jahresüberschuss betrug 6,1 Millionen Euro. Die Bilanzsumme ist weiterhin vom wachsenden Kundenkrediten geprägt, die um 3,6 Prozent auf 6,66 Milliarden Euro anwuchsen. Das Geldvermögen der Kunden (Kundeneinlagen und Wertpapiere) wuchs 2022 auf 5,89 Milliarden Euro. Die Kunden-Depots wuchsen um 5 Prozent. Das Kundenkreditvolumen stieg um 4,6 Prozent auf 3,57 Milliarden Euro.
Die Nachfrage nach privaten Baukrediten kam ab Sommer 2022 fast zum Erliegen. Die Neuzusagen für Kundenkredite beliefen sich auf 322 Millionen Euro. Bei den so genannten strukturierten Finanzierungen wurde ein Kreditvolumen von 89 Millionen Euro für die Kreissparkasse Biberach generiert.
Die Chancenkapital BC hält zum Jahresende 297 Beteiligungen an 154 Unternehmen im Wert von fast 64 Millionen Euro. Nach Aussage von Kurt Hardt gehört die Kreissparkasse damit zu den Top Drei in Deutschland. Neu abgeschlossene Bausparverträge belaufen sich auf 59 Millionen Euro.
v
Die Sparkasse–Immobilien BC, vermittelte Immobilien im Gesamtwert von mehr als 27 Millionen Euro. Zur Absicherung gegen das Risiko von Kreditausfällen liegt die Kernkapitalquote bei 22,8 Prozent, deutlich über der Erwartung der Bankenaufsicht und dem bundesweiten Sparkassendurchschnitt. Personell wuchs die KSK von 854 Mitarbeitenden (2021) auf 872 (2022), zu denen 20 Auszubildende kommen. 70 Prozent der Konten werden inzwischen online genutzt. Dabei spielt das Handy eine immer größerer Rolle.
Der Einsatz für soziale Belange betrug 1,2 Millionen Euro. Die KSK schafft außerdem günstigem Wohnraum in Ulm–Böfingen, Laupheim und Rindenmoos.

## Organisationsstruktur
Die Kreissparkasse Biberach war bis 1932 eine kommunale Einrichtung. Seit 1932 ist sie eine rechtlich selbstständige Anstalt des öffentlichen Rechts. Rechtsgrundlagen sind das Sparkassengesetz für Baden-Württemberg und die Satzung der Kreissparkasse Biberach. Organe der Kreissparkasse sind der Verwaltungsrat, der Kreditausschuss und der Vorstand. Träger ist der Landkreis Biberach.
Über den Sparkassenverband Baden-Württemberg ist die Kreissparkasse mittelbar Mitglied im Deutschen Sparkassen- und Giroverband, der sich mit zentralen Dienstleistungen und der Entwicklung bundesweiter Geschäftskonzepte befasst. Über den Sparkassenstützungsfonds des Sparkassenverbands ist sie dem Sicherungssystem der Sparkassen-Finanzgruppe angeschlossen.

## Sparkassen-Finanzgruppe
Die Kreissparkasse Biberach ist Teil der Sparkassen-Finanzgruppe und gehört damit auch ihrem Haftungsverbund an. Er sichert den Bestand der Institute und sorgt dafür, dass sie auch im Fall der Insolvenz einzelner Sparkassen alle Verbindlichkeiten erfüllen können. Die Sparkasse vermittelt Bausparverträge der regionalen Landesbausparkasse, offene Investmentfonds der Deka und Versicherungen der SV SparkassenVersicherung. Im Bereich des Leasing arbeitet die Kreissparkasse Biberach mit der  Deutschen Leasing zusammen. Die Funktion der Sparkassenzentralbank nimmt die Landesbank Baden-Württemberg wahr.

## Tochterunternehmen
Zu den Besonderheiten der Bank zählen ihre ebenfalls in Biberach ansässigen Tochterunternehmen Chancenkapital BC GmbH und die Sparkassen-Immobilien BC GmbH.
- Die Chancenkapital BC wurde 1998 gegründet und versteht sich als zuverlässiger Partner von Gründungs-, Wachstums- und etablierten Unternehmen. Sie ist mittlerweile eine der größten Sparkassen-Beteiligungsgesellschaften. 2007 hatte sie über 70 stille Beteiligungen an etwa 60 Unternehmen,[11] 2023 an 200 Unternehmen.[12][13]
- 2006 wurde die sparkasseneigene Immobilien BC GmbH gegründet. Sie verantwortet das Immobiliengeschäft der Kreissparkasse Biberach. Sie plant, verwaltet und setzt Projekte um, bei denen bezahlbarer Wohnraum ein Kernelement darstellen soll. Im Jahr 2021 erwarb die Immobilien BC GmbH die Dussler & Nestle GmbH, die größte Immobilienverwaltung im Landkreis Biberach.[14][15][16][17]

## Stiftungen
Seit ihrer Gründung setzt sich die Kreissparkasse für Kunst und Kultur, Sport, Soziales, Bildung und Wissenschaft ein. Sie hat vier Stiftungen gegründet, darunter
- 1996 die Kultur- und Sozialstiftung „Stiftung BC – gemeinsam für eine bessere Zukunft“. Sie hat ein Stiftungsvermögen von 18 Millionen Euro;[19]
- 1997 die dem weltberühmten Schriftsteller gewidmete „Ernst-Jünger-Stiftung“. Bei Gründung der Stiftung wurden 1,0 Mio. DM von der Kreissparkasse Biberach und 0,2 Mio. DM vom Land Baden-Württemberg bereitgestellt. Das Stiftungskapital liegt bei 1,3 Mio. Euro.[20]
- 1999 die Kunststiftung „Stiftung BC – pro arte“, die über ein Stiftungsvermögen von 9 Millionen Euro verfügt. Die Stiftung schafft gezielt Werke namhafter Künstler aus Südwestdeutschland an und organisiert Einzel-, Gruppen- und Themenausstellungen in ihrer Galerie am Ulmer Tor in Biberach.[21]
- 2006 die Dachstiftung „Stiftung pro bono BC“.[22] Sie bietet die Möglichkeit, eine Treuhandstiftung oder eine selbstständige Stiftung zu gründen. Die Zwecke legt der Stifter fest.[23][24][25]

## Geschichte
Die Kreissparkasse Biberach wurde am 16. Dezember 1853 als Sparkasse des Oberamts Biberach gegründet. Hauptziel war die Sicherung der Ersparnisse der hauptsächlich agrarisch geprägten Bevölkerung und die Vergabe von Hypothekenkrediten. Die Spareinlagen stiegen stetig von 86,989 Währungseinheiten 1853 entsprechend der Goldmark auf 379,126 Goldmark im Jahr 1880.
1853 Eine Sparvereinsstiftung für Ausbildungsstipendien wurde geschaffen.
1878/1879 wurde eine dreifache Sicherung für Hypotheken eingeführt, begründet durch die Freihandelskrise im Agrarsektor.
1875 Nach Einführung der Goldwährung stabilisierte sich der Geldwert und der Sparzins lag bei 3,5 Prozent.
1880er Jahre: sprunghaftes Wachstum der Spareinlagen
1882 Anschluss an den Sparkassenverband; Erstmaliger Kauf von Obligationen des Königreichs Württemberg für die zinsgewinnende Anlage überschüssiger Mittel.
1884 Gründung einer Pfennig-Sparkasse für die untersten Schichten der Bevölkerung
1899 wurde der erste hauptamtliche Kassier eingestellt.
1908 Passive Scheckfähigkeit
Am 30. Juni 1914 wurde auf Wunsch der Reichsbank der gesamten Bestand an Inhaberpapieren bei der Reichsbank gegen Pfandschein hinterlegt und durch Lombarddarlehen ein Schuldverhältnis zur Reichsbank begründet. Die Kreissparkasse kaufte für 50,000 Goldmark Kriegsanleihen, deren Wert verloren ging.
1914-1918 Ohne Kenntnis der Einleger griff der Staat auf die Spareinlagen zur Kriegsfinanzierung zurück.
1919 wurde der Spargiro- und Scheckverkehr eingeführt, die Sparkasse schloss sich dem Württembergischen Giroverband an.
1923 Wegen der Hyperinflation war es nicht möglich, den geschäftlichen Erfolg zu berechnen. Die Spareinlagen (in Biberach 9 Millionen Goldmark) wurden vollständig vernichtet. Pfennigsparkasse und Sparvereinsstiftung wurden aufgelöst. Von 845 Guthaben von 10,000 RM bis über 20,0000 RM im Jahre 1920, blieben 1929 nur 14 übrig.
1925-1930 Unterstützung der Sozialrentner, Kleinrentner, Kriegsbeschädigten, Kriegshinterbliebenen und unverschuldet in Not geratener Menschen durch Vorauszahlungen
1924 Vergabe von Girokrediten
1925 Wechselkredite aufgrund der Einlagen der Girokonten
1928 Das Agenturnetz umfasste 29 Agenturen im Oberamtsbezirk. Die Kreissparkasse betrieb zunehmend Strategien zur Förderung des Mittelstandes in Verbindung mit staatlichen Programmen. Die Sparkasse wandelte sich zu einem öffentlichen Kreditinstitut.
Ab Ende der 20er Jahre und wieder nach dem Krieg: Zur Förderung des Sparwillens wurden Lehrer und einige Postbedienstete als „Ortssparpfleger“ angestellt. Sie sollten etwa in Schulen für den „Spargedanken“ werben.
1930 Weltwirtschaftskrise, 13. Juli 1931 Kollaps der deutschen Finanzwirtschaft. Schließung der Sparkasse Biberach wie aller Geldinstitute bis 8. August 1931. Am 5. August wurde der Sparkasse die Ausgabe aller Kommunal-Kredite verboten. Am 6. Oktober wurden die Sparkassen per Notverordnung Art. 1 § 2 NotV3 zu Anstalten des öffentlichen Rechts erhoben, um so den Einfluss der Kommunen einzudämmen. Ein siebenköpfiger Verwaltungsrat mit dem Oberamtmann (später: Landrat) als Vorsitzendem übernahm die Amtsverwaltung. Die Kommunen waren nicht mehr die Träger der Sparkassen, blieben aber in der unbeschränkten Haftung, wobei Investitionen strikt reguliert wurden. Diese Regelung war bis zur Brüsseler Konkordanz vom 17. Juli 2001 gültig. Die Sparkassenreform wurde am 5. Mai 1932 vollzogen.
1934 Umbenennung in Kreissparkasse Biberach.
1936 hatte die Kreissparkasse Biberach 22 Mitarbeiter.
1938 kamen im Zuge der Kreisreform die Stadtsparkassen Laupheim und Bad Schussenried zur Kreissparkasse Biberach hinzu.
3. Mai 1945 Die Kreissparkasse nahm unter Aufsicht der frz. Besatzungsmacht die Arbeit wieder auf, Konten von belasteten Personen wurden gesperrt.
1948 Durch die Währungsreform reduzierten sich die Bankeinlagen von 117 Mio. Reichsmark auf 5,4 Mio. D-Mark. Das Land musste 6,7 Mio. DM für einen Bilanzausgleich an die Kreissparkasse leisten.
1950 Bilanzrückgang durch Abzug von Einlagen wegen Kriegsfurcht anlässlich des Koreakriegs. „Vor allem Landwirte investierten unter dem Eindruck der Koreakrise alles verfügbare Geld in den Ausbau ihrer Maschinenparks, auch wenn diese sich langfristig gerade bei Kleinbetrieben kaum rentieren konnten.“ (Boris Barth, S. 64)
Januar 1953 Die Spareinlagen erreichten wieder eine Höhe von 10 Mio. DM.
1961 Die Bilanzsumme erreichte die 100-Millionen-DM-Grenze.
1973/74 Die Stadtsparkassen Bad Buchau und Riedlingen wurden im Zuge der zweiten Kreisreform eingegliedert.
1979 überschritt die Bilanzsumme die Milliardengrenze.
1996 Gründung der Stiftung BC
1997 Gründung der Ernst-Jünger-Stiftung
1998 Gründung der Tochtergesellschaft Chancenkapital BC
1999 Gründung der Stiftung pro Arte
2006 Gründung der Stiftung pro bono BC
2015 verlor die Sparkasse Biberach mit Biotech-Aktien 33 Millionen Euro.

## Aktuelles

### Leveraged Buyout
Martin Bücher, Vorstandschef der Kreissparkasse Biberach, sah im März 2023 noch rund 100 Millionen Euro Luft für neue LBO-Transaktionen. Die Kreissparkasse Biberach hatte zur genannten Zeit rund 400 Millionen Euro in der LBO-Finanzierung. Dabei seien bei der Zusammenarbeit mehrerer Sparkassen im Vergleich zum üblichen Small- und Midcap-Bereich ungewöhnliche Finanzierungsvolumina von 70 bis 80 Millionen Euro möglich. Solche Konsortien verschiedener Sparkassen seien, wie die Kreissparkasse Biberach bestätigt, sehr weit verbreitet. Die Kreissparkasse hatte 2022 gemeinsam mit anderen Sparkassen die Akquisition der Detax GmbH & Co. KG finanziert. Schon 2020 wurde in Finance der Geschäftsumfang der Kreissparkasse im  Leverage Finance hervorgehoben. Die Kreissparkasse wurde als „Goldmann Sachs der Sparkassen“ bezeichnet. Sie sei keine gewöhnliche Sparkasse, insofern sie sich an Unternehmen beteilige und Konsortialkredite strukturiere. Dieser Sektor der Konsortialkredite war von Thomas Jakob aufgebaut worden, der seit 2004 im Vorstand das Firmenkundengeschäft vertrat und 2006 stellvertretender Vorstandschef wurde.

### Joint Venture
Die Sparkassen Ulm, Biberach, Göppingen und Reutlingen bündelten zum 1. Februar 2024 ihr internationales Firmenkundengeschäft, um international besser aufgestellt zu sein. Das neue Unternehmen, S-International BWS GmbH & Co. KG, ist eine Einheitsgesellschaft mit Hauptsitz in Ulm. Zu den Arbeitsfeldern soll der Auslandszahlungsverkehr, das Dokumentengeschäft inklusive Außenhandelsfinanzierungen sowie der Bereich Zins-, Währungs- und Rohstoffmanagement gehören.

### Peach Property Group
Im Oktober 2023 trat Vorstandsmitglied Kurt Hardt als Verwaltungsrat der Peach Property Group zurück. Die Kreissparkasse ist mit 4,42 Prozent größter Aktionär. Der Schritt galt als ungewöhnlich. Hardt begründete die Entscheidung mit unterschiedlichen Auffassungen hinsichtlich der Unternehmensstrategie.

### Hedgefonds
Der Wirtschaftswissenschaftler Ralf Jasny bezeichnete im Juli 2022 die Kreissparkasse Biberach als den größten Hedgefonds unter den deutschen Sparkassen. Bei einer Bilanzsumme von knapp sechs Milliarden Euro verfüge sie über Aktien und nicht festverzinsliche Wertpapiere in Höhe von mehr als einer Milliarde Euro. Der Anteil der Gewinne daraus betrage etwa ein Drittel der gesamten Umsatzerlöse der Sparkasse. „Bedingt durch den Börsenboom konnte die Kreissparkasse Biberach mit ihren Aktienanlagen über die Jahre stille Reserven von mehr als 300 Millionen Euro aufbauen und hat nach eigenen Angaben 4000 Kilo Gold in Schweizer Tresoren eingelagert.“ Die Kreissparkasse widersprach Jasnys Darstellung, man „zocke“ nicht mit dem Geld der Kunden.